# Heteropterna flavovittata
Heteropterna flavovittata är en tvåvingeart som beskrevs av Loïc Matile 1990. Heteropterna flavovittata ingår i släktet Heteropterna och familjen platthornsmyggor.
Artens utbredningsområde är Fiji. Inga underarter finns listade i Catalogue of Life.